# Johannes Quasten
Johannes Quasten (* 3. Mai 1900 in Homberg; † 10. März 1987 in Freiburg im Breisgau) war ein katholischer Theologe und Patrologe.

## Leben
Johannes Quasten studierte katholische Theologie an der Westfälischen Wilhelms-Universität in Münster. Hier trat er 1922 der katholischen Studentenverbindung W.K.St.V. Unitas Frisia bei. 1926 empfing er die Priesterweihe. 1927 wurde er bei Franz Joseph Dölger in Münster mit einer Arbeit über „Musik u. Gesang in den Kulten der heidnischen Antike und christlichen Frühzeit“ promoviert. Weitere Studien folgten in den Jahren 1927–1929 in Rom am Pontificio Istituto di Archeologia Cristiana; zeitgleich war er als Kaplan am Campo Santo Teutonico tätig. Er erhält ein Stipendium der Notgemeinschaft der deutschen Wissenschaft für das Deutsche Archäologische Institut in Rom und nimmt mit der Görres-Gesellschaft an internationalen Grabungen teil. 1931 habilitierte er sich in Münster bei Adolf Rücker  mit der Schrift „Poimen Soter. Der Gute Hirte in frühchristlicher Totenliturgie und Grabeskunst“.
Nach Auseinandersetzungen mit dem nationalsozialistischen Regime und Entzug der venia legendi siedelte er nach Rom über. Durch die Vermittlung von Clemens August Graf von Galen sowie durch Fürsprache von den Kardinälen Pacelli (der spätere Papst Pius XII.) und Giovanni Mercati wurde er 1938 außerordentlicher und 1941 ordentlicher Professor an der Catholic University of America in Washington, D.C. Von 1945 bis 1949 war er Dekan der theologischen Fakultät, seit 1949 Senator der Universität. Mit seiner Emeritierung 1970 wurde er zum Honorarprofessor an der Kath.-Theol. Fakultät der Universität Freiburg im Breisgau ernannt. 
Quasten ist Verfasser des vierbändigen Werkes Patrology (1950–1986) über die theologische und dogmengeschichtliche Entwicklung, das im englischsprachigen Raum zu einem Standardwerk wurde.

## Johannes-Quasten-Award
An der Catholic University of America, Washington, D.C. gibt es den „Johannes-Quasten-Award“.

## Auszeichnungen und Ehrungen (Auswahl)
- 1948 Korrespondierendes Mitglied des Abt-Herwegen-Instituts für Liturgiewissenschaftliche Forschung (Maria Laach)
- 1951 Mitglied der Gründungskommission der Patristic Conference Oxford University
- 1960 Cardinal Spellman Award of the Catholic Theological Association of America für seine Verdienste auf dem Gebiet der Theologie
- 1960 Berufung zum Mitglied der Pontificia Commissio de sacra Liturgia praeparatoria Concilii Vaticani II durch Papst Johannes XXIII.
- 1960 Mitglied der Oxford Historical Society
- 1964 Ernennung zum Consultor Consilii ad exsequendam Constitutionem de sacra Liturgia durch Papst Paul VI.
- 1978 Mitglied der American Academy of Arts and Sciences